# Scott Davies (Pokerspieler)
Scott Davies (* in Mine Hill, New Jersey) ist ein professioneller US-amerikanischer Pokerspieler. Er gewann 2014 das Main Event der World Series of Poker Asia Pacific.

## Persönliches
Davies studierte an der University of Miami und arbeitete anschließend als Rechtsanwalt.

## Pokerkarriere
Seine erste Geldplatzierung bei einem Live-Turnier erzielte Davies Mitte Januar 2010 im Red Rock Casino Resort and Spa am Las Vegas Strip. Im Juli 2011 war er erstmals bei der World Series of Poker (WSOP) im Rio All-Suite Hotel and Casino am Las Vegas Strip erfolgreich und kam beim Main Event in die Geldränge. Im März 2014 erreichte er beim Main Event der Australia New Zealand Poker Tour in Perth den Finaltisch und belegte den mit knapp 60.000 Australischen Dollar dotierten dritten Platz. Bei der WSOP 2014 drang Davies bei der Heads-Up Championship bis ins Halbfinale vor und erhielt mehr als 110.000 US-Dollar. Mitte Oktober 2014 gewann er das Main Event der World Series of Poker Asia Pacific in Melbourne. Dafür setzte er sich gegen 328 andere Spieler durch und sicherte sich eine Siegprämie von rund 850.000 Australischen Dollar sowie ein Bracelet. Im Juli 2015 siegte er beim High Roller der Latin American Poker Tour in Lima mit einem Hauptpreis von knapp 60.000 US-Dollar. Bei der WSOP 2017 erreichte Davies bei einem Turnier der Variante Pot Limit Omaha mit über 3000 Teilnehmern den Finaltisch und beendete das Event als Vierter für über 75.000 US-Dollar. Im Jahr darauf belegte er beim WSOP-Main-Event den mit knapp 60.000 US-Dollar dotierten 126. Platz. Seitdem blieben größere Turniererfolge aus.
Insgesamt hat sich Davies mit Poker bei Live-Turnieren mehr als 2 Millionen US-Dollar erspielt.